# Macrocalcara sporima
Macrocalcara sporima är en fjärilsart som beskrevs av Antonius Johannes Theodorus Janse 1960. Macrocalcara sporima ingår i släktet Macrocalcara och familjen stävmalar. Inga underarter finns listade i Catalogue of Life.